# Кирстієнь
Кирстієнь, Кирстієні (рум. Cârstieni) — село у повіті Арджеш в Румунії. Входить до складу комуни Келінешть.
Село розташоване на відстані 97 км на північний захід від Бухареста, 13 км на схід від Пітешть, 114 км на північний схід від Крайови, 97 км на південний захід від Брашова.

## Населення
За даними перепису населення 2002 року у селі проживали 794 особи, усі — румуни. Усі жителі села рідною мовою назвали румунську.